# Aphodobius erugatus
Aphodobius erugatus är en skalbaggsart som beskrevs av Edgar von Harold 1871. Aphodobius erugatus ingår i släktet Aphodobius och familjen Aphodiidae. Inga underarter finns listade i Catalogue of Life.